# 고나겸
고나겸(1971년 12월 10일 ~)은 대한민국의 가수다. 2009년 1집 앨범 [나만의 사랑]으로 데뷔했다.

## 방송
- 파도야 파도야 (2018) - 동네 노래잔치 가수 역
- 보이스퀸 (2019) - Top35(27위)

## 경력
- 강촌권역 홍보대사 (2013)

## 수상
- 제11회 대한민국 문화예술 대상 신인가수상 (2010)
- 아시아 불교평화대상 사회봉사가수대상 (2010)